# Xenorhina ophiodon
Espèce
Synonymes
- Xenobatrachus ophiodon Peters & Doria, 1878

Statut de conservation UICN

 DD  : Données insuffisantes
Xenorhina ophiodon est une espèce d'amphibiens de la famille des Microhylidae.

## Répartition
Cette espèce est endémique de Nouvelle-Guinée occidentale en Indonésie. Elle n'est connue que par les trois spécimens collectés dans la péninsule de Doberai. Sa localité type, Hatam, ne correspond à aucune localité actuellement connue mais est le nom d'une population vivant dans le kabupaten de Manokwari.

## Publication originale
- Peters & Doria, 1878 : Catalogo dei rettili e dei batraci raccolti da O. Beccari, L.M. DAlbertis e A.A. Bruijn nella sotto-regione Austro-Malese. Annali del Museo Civico di Storia Naturale di Genova, sér. 1, vol. 13, p. 323-450 (texte intégral).